# Blindengrafik

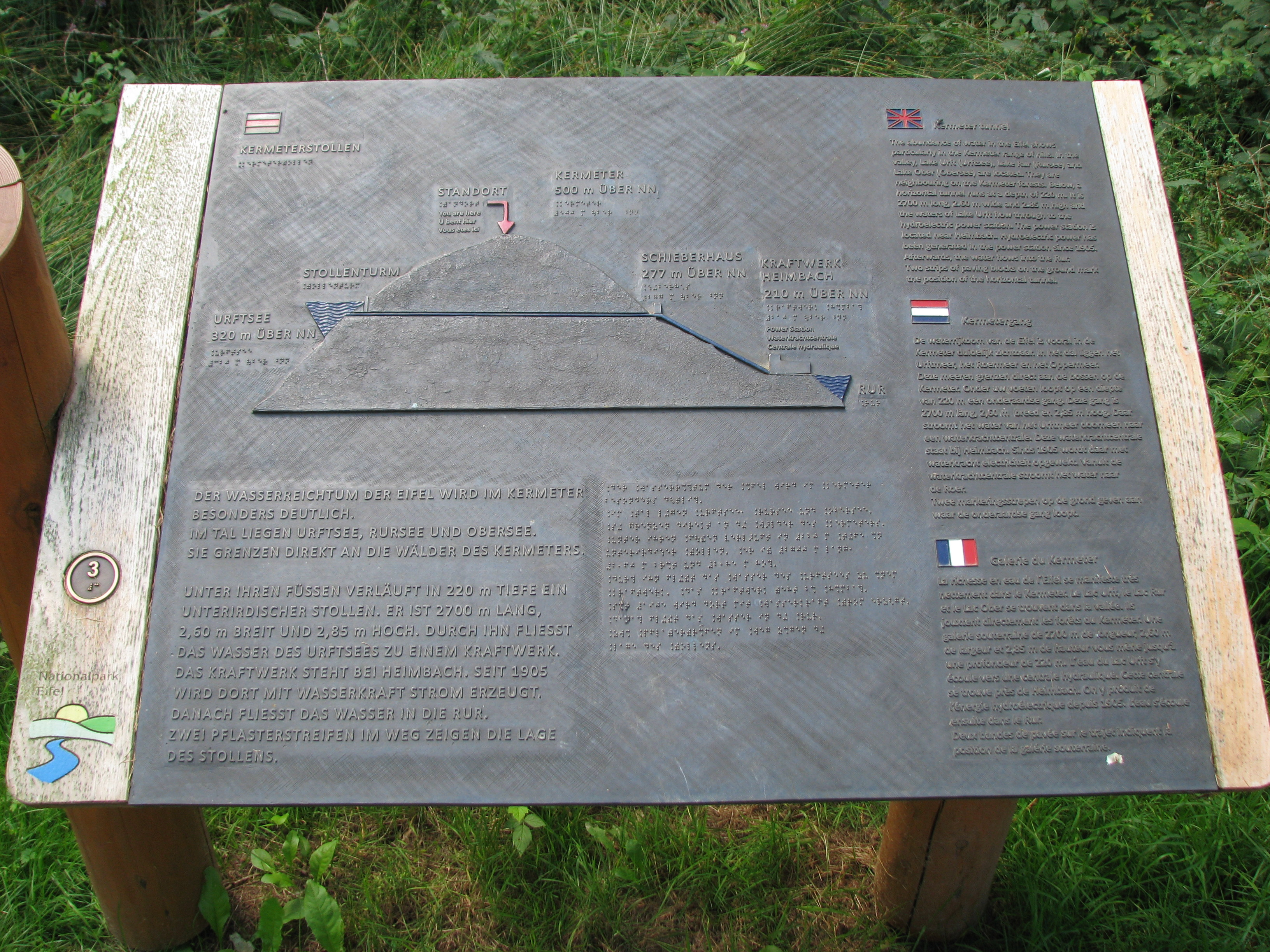
Grafische Darstellung als ertastbares Relief mit Erläuterungen in Brailleschrift des Verlaufs des Kermeterstollens vom Urftsee unter dem Kermeter (500 m) hindurch bis zu einem Wasserkraftwerk.

Eine Blindengrafik ist eine für blinde Menschen tastbare Form eines grafisch dargestellten Sachverhaltes. Blindengrafiken werden überall dort eingesetzt, wo eine textliche Beschreibung in Blindenschrift nicht ausreichen würde oder nicht einfach genug möglich wäre. Im Bereich geografischer Karten, Grundrissen und Wegbeschreibungen spricht man von Blindenkarten.
Blindengrafiken in Blindenpublikationen können im Prägedruckverfahren oder mittels spezieller tastbarer Tinten in Inkjetdruckern hergestellt werden. Im öffentlichen Raum werden geprägte Metalltafeln eingesetzt.
Blindengrafiken werden mit der Blindenschrift (Brailleschrift) kombiniert.